# Monte Hummer
Il Monte Hummer (in lingua inglese: Mount Hummer) è una vetta antartica coperta di neve, dall'aspetto di falesia, situata sul fianco sudoccidentale della testa del Ghiacciaio Chambers, nella parte nordorientale della Saratoga Table, nel Forrestal Range dei Monti Pensacola, in Antartide. 
La denominazione è stata assegnata nel 1979 dall'Advisory Committee on Antarctic Names (US-ACAN) in onore del dottor Michael G. Hummer, della Oklahoma Medical Research Foundation, ricercatore in biomedicina e medico della Base Amundsen-Scott durante l'inverno 1965.